# Synarachnactis africana
Synarachnactis africana är en korallart som beskrevs av Oscar Henrik Carlgren 1924. Synarachnactis africana ingår i släktet Synarachnactis och familjen Cerianthidae. Inga underarter finns listade i Catalogue of Life.